# Г. С. Шіварудраппа
Ґугґарі Шантхавеераппа Шіварудраппа (7 лютого 1926 — 23 грудня 2013), або в просторіччі GSS, був індійським канадським поетом, письменником і дослідником, якому уряд Карнатаки надав звання Раштракаві (національний поет) у 2006 році.

## Раннє життя
Шіварудраппа народився 7 лютого 1926 року в селі Іссур, Шікаріпура Талук, в районі Шівамогга, Карнатака. Він помер 23 грудня 2013 року в Бангалорі. Його батько був шкільним учителем. Початкову та середню школу він отримав у Шікаріпурі.

## Освіта
Шіварудраппа здобув ступінь бакалавра в 1949 році та ступінь магістра в 1953 році в Університеті Майсура, тричі завоювавши золоті медалі. Він був учнем і послідовником Кувемпу і був сильно натхненний літературними творами та життям Кувемпу. [ потрібна цитата ]
У 1965 році Г. С. Шіварудраппа отримав докторський ступінь за свою дисертацію «Saundarya Samīkṣe» (каннада: ಸೌಂದರ್ಯ ಸಮೀಕ್ಷೆ), написану під керівництвом Кувемпу, новаторську роботу в галузі літературної естетики.

## Професійне життя
Шіварудраппа розпочав свою кар'єру в 1949 році як викладач мови каннада в Майсурському університеті. У 1963 році він приєднався до Османського університету Гайдарабаду як читач, згодом став керівником кафедри каннади. Він залишався в Османському університеті до 1966 року.
У 1966 році Шіварудраппа приєднався до Бангалорського університету як професор. Пізніше його було обрано директором університету, і він продовжував працювати в університетському Центрі вивчення каннади (каннада: ಕನ್ನಡ ಅಧ್ಯಯನ ಕೇಂದ್ರ).
У таких містах, як Даванагере, Шівамогга та Майсур, він читав лекції мовою каннада. У 1966 році він переніс свою штаб-квартиру до Університету Бангалора, де працював директором до свого відходу з уряду в 1986 році. З 1987 по 1990 рік він працював президентом Академії Карнатака Сахітя.

## Пізніше життя і смерть
Шіварудраппа працював професором каннади в коледжі Махараджі в Майсурі, а пізніше — на факультеті аспірантури каннади в Університеті Бангалора. Він помер 23 грудня 2013 року у своїй резиденції в Банашанкарі, Бангалор.  Уряд штату оголосив на його честь дводенну жалобу.

## Раштракаві
Шіварудраппа був відзначений титулом Раштракаві (на санскриті означає «Поет нації») уряд Карнатаки під час урочистостей Суварна Карнатака (Золотий ювілей Карнатаки) 1 листопада, день Каннада Раджйотсава, 2006.  Він був третім канадським поетом, відзначений цим званням, після Говінди Пая та Кувемпу.

## Літературні твори

### Збірка віршів
- Саамагаана
- Челуву-Олаву
- Девашилпа
- Діпада Хейдже
- Чакрагатхі
- Анааварана
- Тереда Даарі
- Годхе
- В'яктхамадхя
- Теертхаваані
- Каартіка
- Каадіна Катталаллі
- Агніпарва
- Єде Тумбхі Хаадідену
- Нуорару Кавітегалу
- Самагра Кав'я
- Нана ханате
- Mera Diya Aur Anya Kavitayen[8]

### Критика
- Парішілана
- Вімаршея Пурва Пащіма
- Soundarya Sameekshe (докторська дисертація)
- Каав'яартха Чінтана
- Гаттібімбха
- Ануранана
- Пратікріє
- Каннада Сахітья Самеекше
- Махакав'я Сварупа
- каннада Кавігала Каав'якалпане
- Десіятеяллі Араліда Датта Пратібхе
- Явуду Саннадалла
- Пампа: Онду Адх'яяна
- Samagra Kannada Sahitya Charitre — Історія каннадської літератури та мови та її зростання протягом століть[9]
- Kuvempu — Punaravalokana/Kuvempu — a Reappraisal — Біографічна робота про Кувемпу[en], виконана для уряду Карнатаки[en]

### Подорожі
- Moscowdalli 22 dina (22 дні в Москві) — Лауреат премії Радянської землі Неру.
- Englandinalli Chaturmaasa (Чотири місяці в Англії)
- Americadalli Kannadiga (каннадіга[en] в Америці)
- Gangeya Shikharagalalli (У гребені річки Ганг)

### Біографія
- Шивайогі Сіддарама
- Шрі Кувемпу
- Каві Бендре
- Фальшивий Мохан Сенапаті

### Автобіографія
- Чатуранга

## Працює надГ.С.Шіварудраппою
- Гурава Том привітань про життя та літературу Г. С. Шиварудраппи
- Ханате Том привітання про життя та літературу Г. С. Шіварудраппи
- Аакашадіпа. Том привітання про життя та літературу Г. С. Шіварудраппи
- Г. С. Шіварудраппа (біографія) Х. С. Венкатешамурті
- GSS Sanchaya (Антологія вибраних творів)
- Уряд штату Карнатака видав його Повне зібрання творів у 9 томах за субсидованою ціною.

## Нагороди та відзнаки
- Премія «Пампа» — 1998[10]
- Премія Раштракаві (Поет нації) — 2006[7]